# Persiana (architettura)

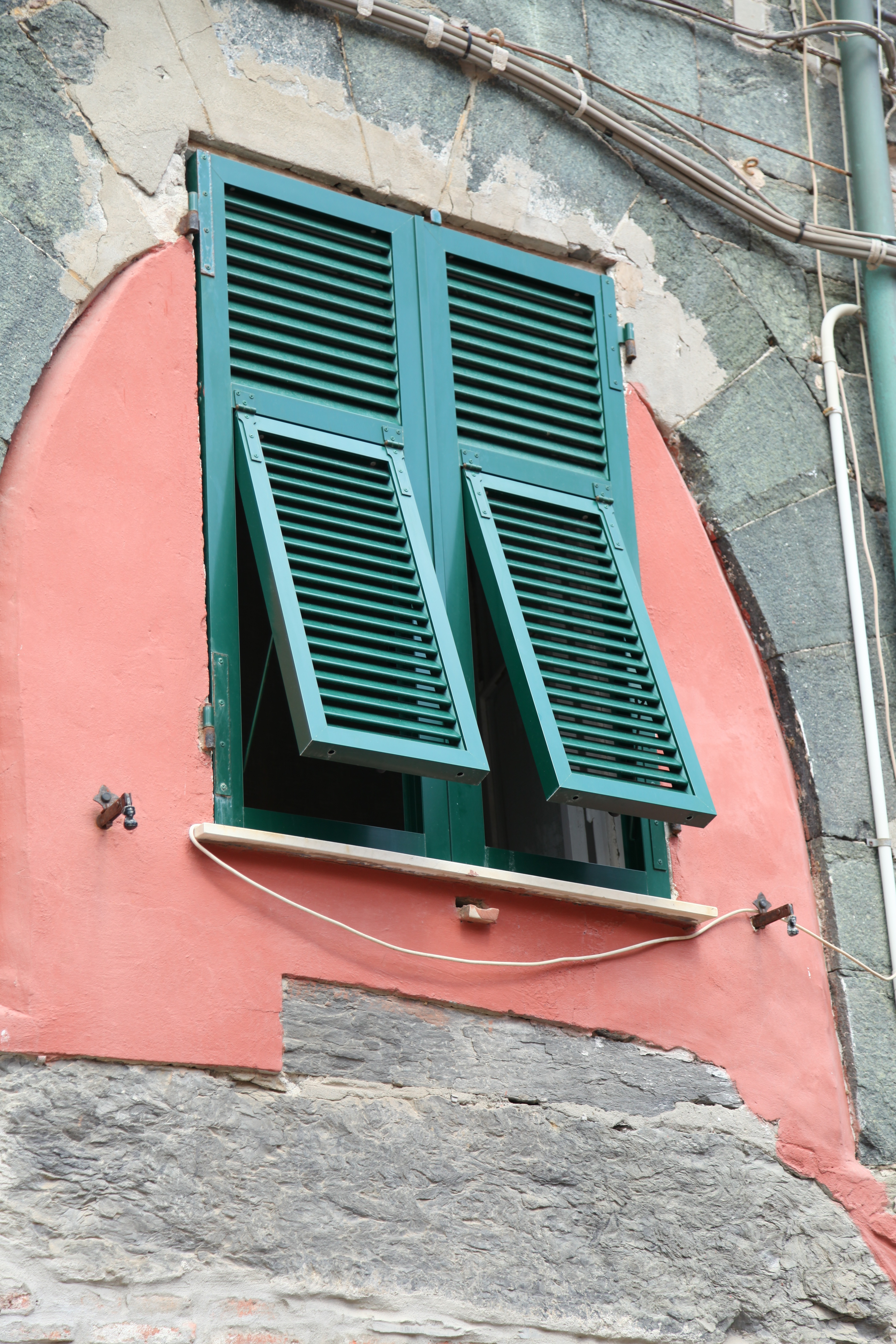
Un esempio moderno di persiane alla genovese

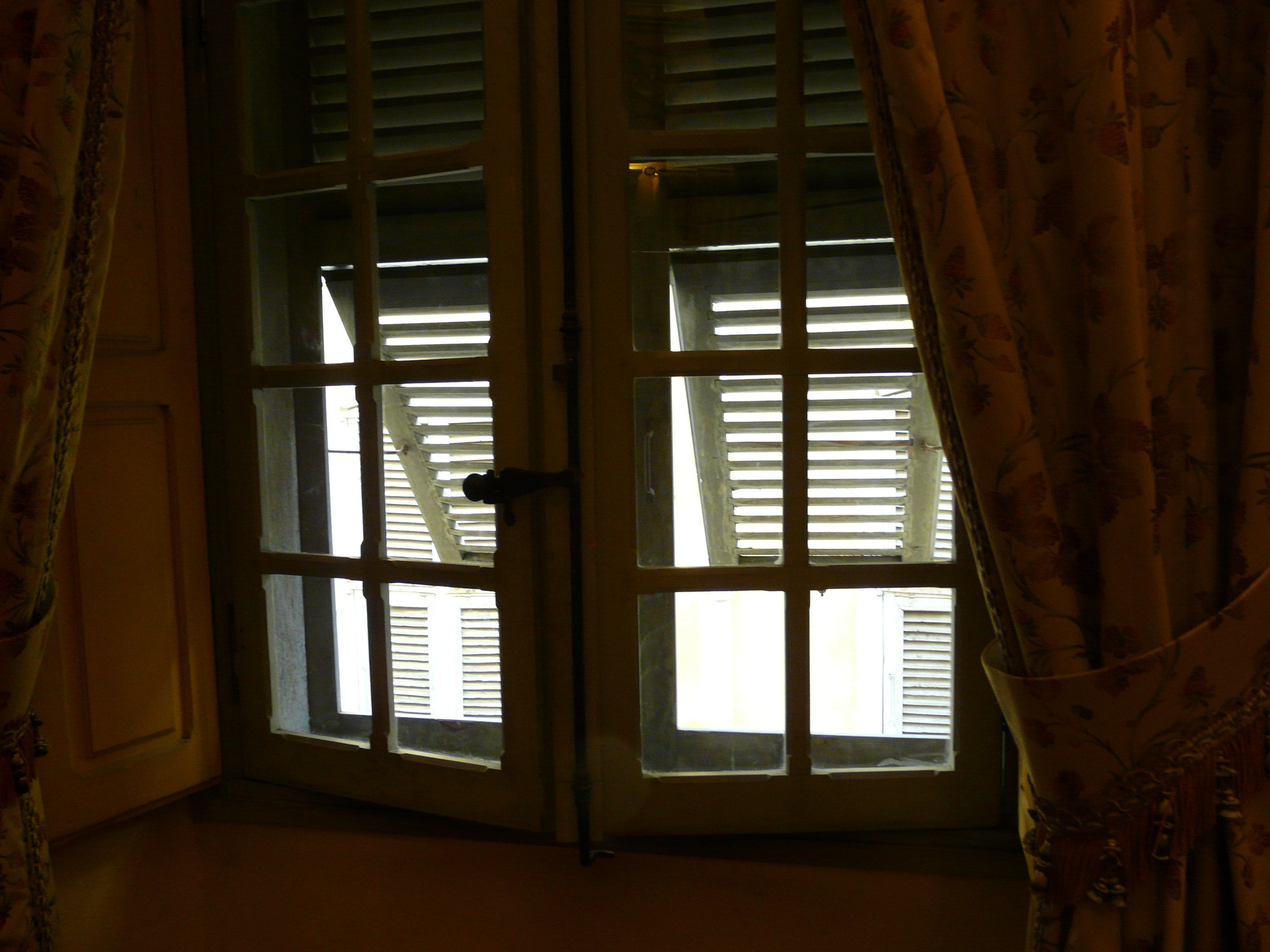
Persiana vista dall'interno con la gelosia aperta

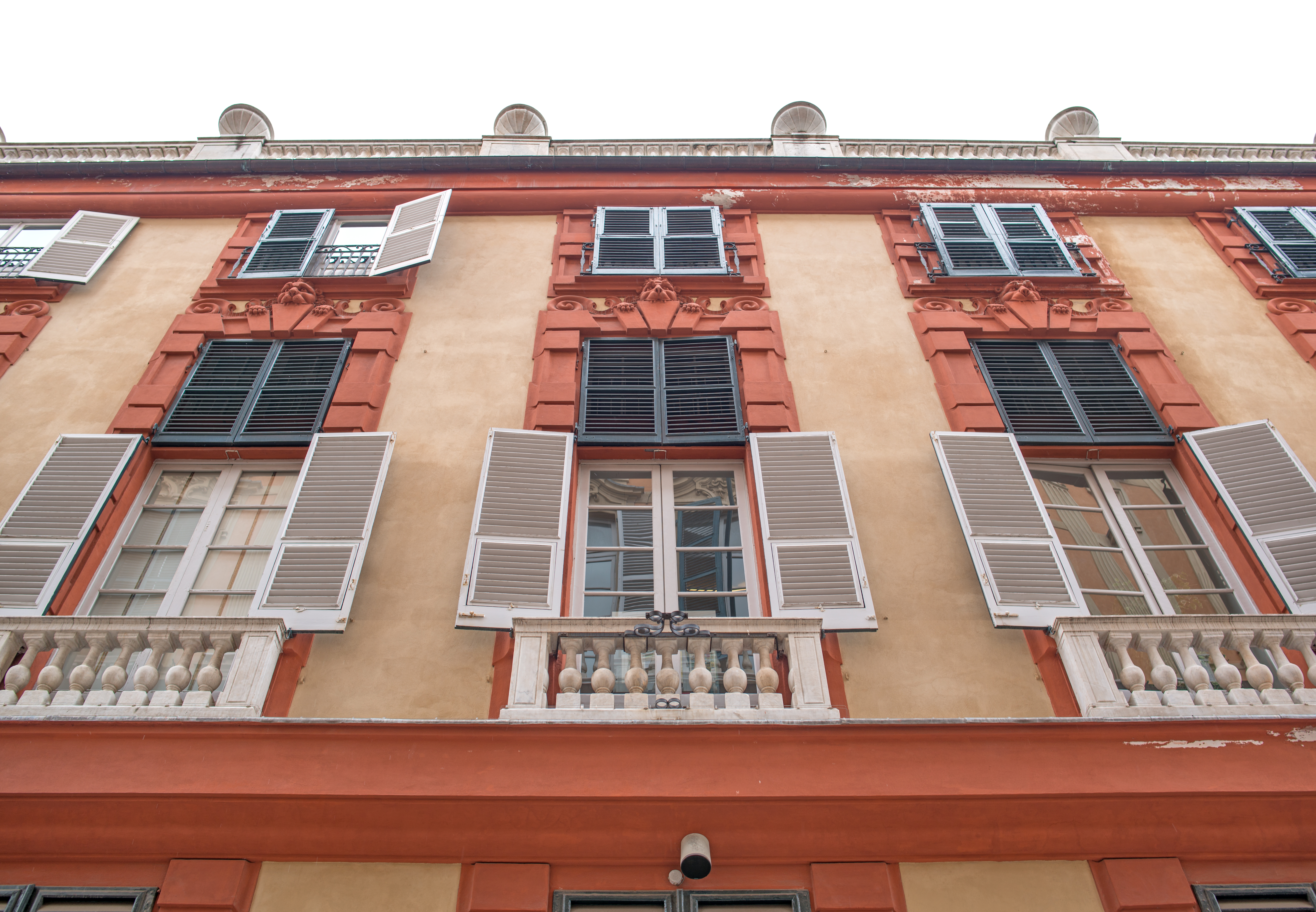
Un esempio di persiane alla genovese, sulla facciata di Palazzo Rosso a Genova

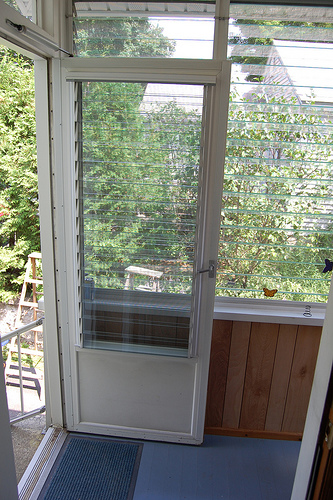
Jalousie windows

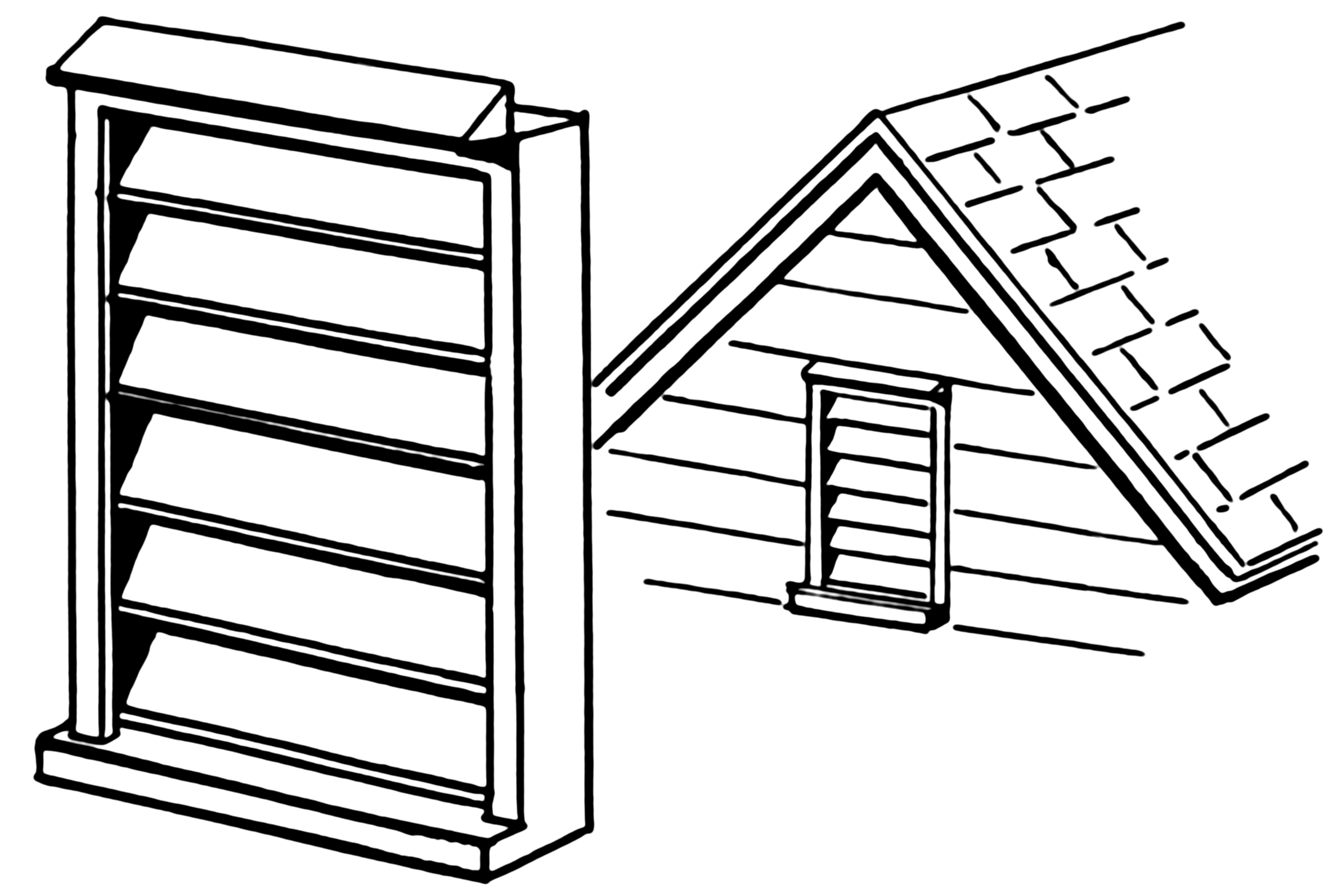
Feritoie a persiana per aerare il tetto

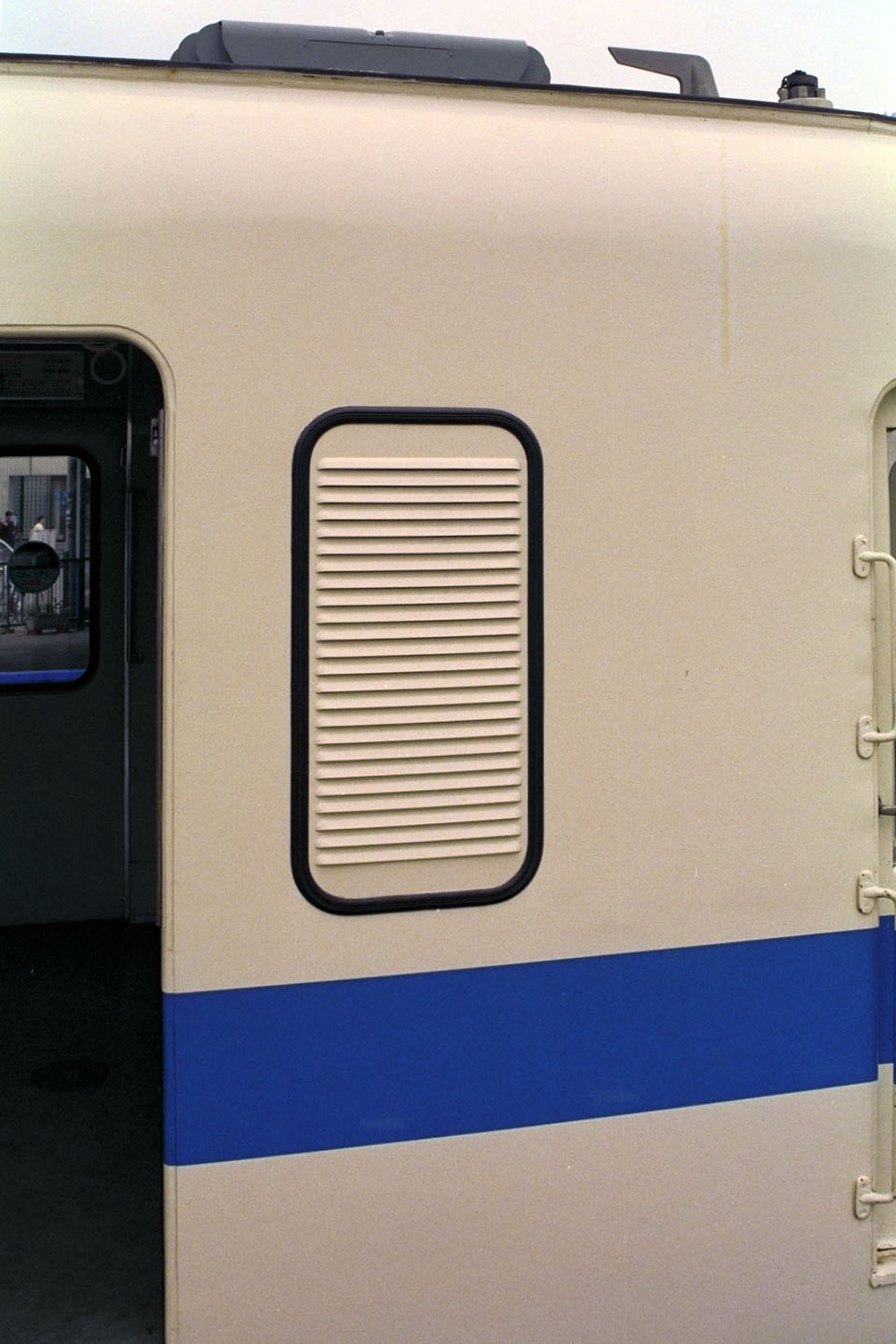
Feritoie a persiana su di un treno

La persiana è un tipo di infisso architettonico esterno alla finestra, utilizzato per regolare il passaggio di aria e luce all'interno degli ambienti. Può essere ad anta singola o doppia, scorrevole o avvolgibile. Insieme all'antone forma l'insieme delle imposte.
Il termine è mutuato dal francese persienne (‘relativo alla Persia’), utilizzato per definire un tipo di imposta caratteristico atta a proteggere dalla luce e dal calore senza impedire la circolazione dell'aria.
In molte aree italiane e del Mediterraneo, in particolare per l'influenza degli stili genovese, veneziano e toscano, la persiana fu introdotta in maniera sistematica a partire dagli ultimi anni del XVIII secolo e particolarmente nel XIX secolo, divenendo un elemento costante dell'urbanistica, anche negli edifici più umili. Nelle aree rurali hanno sostituito nel corso del XX secolo le stuoie rudimentali precedentemente utilizzate.

## Caratteristiche e accessori
Le persiane sono costruite con vari tipi di materiali, e presentano differenti caratteristiche di resistenza agli agenti atmosferici e di isolamento termo acustico. Possono essere in legno, alluminio, PVC, acciaio decapato o acciaio zincato.
La persiana è formata da un telaio perimetrale e da un tamponamento formato da elementi laminari inclinate a 45° e distanziate di circa 30 mm.
La persiana può essere corredata con uno sportello apribile a bascula verso l'esterno, detto persianina o gelosia. La moderna ferramenta a corredo della persiana è costituita per la chiusura da cremonese comandata con maniglia, oppure da astine verticali con terminale a gancio per il fissaggio a perni infissi nel davanzale e nel mezzanino della finestra. 
In origine l'anta della persiana era mantenuta chiusa in basso con un gancio infisso nel telaio della finestra che si aggancia a un anello avvitato nel traverso basso dell'anta della persiana; in alto, invece, era fissato all'anta della persiana un gancio a molla che si agganciava a un ferro a U fissato al telaio della finestra e aderente al cielino del mezzanino, e che veniva sganciato mediante tirante in filo di ferro sagomato a piccola maniglia ellittica all'estremità inferiore.
Per il mantenimento in posizione aperta invece vi sono dei ferma-persiana fissati all'esterno della facciata, normalmente in corrispondenza del bordo inferiore delle ante.

## Tipologie

### Persiane alla genovese
La persiana alla genovese (giöxîa o persiànn-a, in lingua genovese) è un infisso tradizionale, originario del capoluogo ligure. È formato da montanti, traversi e stecche parallele inclinate, caratterizzato da ante battenti, suddivise in due ulteriori sezioni nel senso verticale, l'inferiore delle quali è basculante dal basso verso l'alto, con una caratteristica antina, conosciuta anche come "gelosia". Tale particolarità permette di mantenere gli ambienti arieggiati, limitando l'ingresso del sole diretto e la vista verso l'interno. Le stecche, più larghe delle tradizionali (circa 7 cm contro 4), hanno una caratteristica inclinazione a 45°, e sono distanziate fra loro di circa un centimetro.
Originariamente realizzate in legno e ferro, a partire dalla fine del XIX secolo sono iniziate le prime produzioni in acciaio e, più recentemente, in alluminio e PVC.
L'utilizzo di tali infissi, come elemento tipologico tradizionale, è dal 2017 stabilito dal regolamento edilizio di Genova, il quale prevede la regola secondo cui "le finestre degli edifici devono di norma essere munite di persiane "alla genovese"". È ammessa deroga solo per gli "edifici di ambiente rurale" o di "nuova costruzione", nei quali sono permessi infissi differenti "purché concepiti in armonia con l'architettura e i caratteri dell'edificio".

### Persiana a ventola
La persiana a ventola è un serramento esterno tipico della Toscana. È costituito da una o più ante in legno, materiale plastico o in alluminio preverniciato incernierate mediante due o più cardini o gangheri murati per ogni anta alla facciata in corrispondenza dello spigolo esterno verticale della bucatura della finestra o della portafinestra. Ogni anta è formata da un telaio perimetrale della sezione di 6 × 4 cm (dove 4 cm è lo spessore), normalmente irrobustito con un traverso orizzontale collocato a 1⁄3 o a 1⁄2 dell'altezza a partire dalla piana davanzale.
Lo spazio interno del telaio è occupato da strisce di legno o di alluminio preverniciato dette stecche, arrotondate lungo i bordi e incastrate lateralmente al telaio; le stecche sono montate inclinate con angolo di circa 60°, così che il bordo superiore è vicino al fronte interno dell'anta e il bordo inferiore è vicino al fronte esterno dell'anta.
I bordi delle stecche sono normalmente sovrapposti di 1 cm e la distanza tra una stecca e l'altra è pari a 1-1,5 cm per permettere il passaggio dell'aria e di un po' di luce.

### Jalousie windows
Le jalousie windows sono costituite da una superficie trasparente (di vetro o plastica) formata da una serie di stecche regolabili in modo da poter far entrare o meno l'aria. Di solito è presente un meccanismo che permette di poterle aprire o chiudere le stecche contemporaneamente. Si tratta in effetti di un'integrazione tra finestra e persiana. Sono abbastanza diffuse negli Stati Uniti meridionali (Florida, California, ecc.). Si possono trovare anche su case mobili, benché la facilità con cui possono essere aperte ne limiti l'utilizzo dove è necessaria una maggior sicurezza.

### Feritoie di ventilazione a persiana
Una feritoia di ventilazione a persiana (in inglese louver o louvre) detta anche sfinestratura è una presa d'aria formata da stecche inclinate (alette o lamelle) come su una normale persiana.
Questo tipi di griglia è comune in nautica e sui treni, ma si può trovare anche su alcune costruzioni come aerazione per tetti e simili. Simili feritoie si trovano anche come uscite di sicurezza contro le fughe di gas e sono generalmente di forma rotonda. Sui condizionatori d'aria si trovano generalmente alette comandate a motore e azionabili tramite telecomando per direzionare il flusso d'aria fresca.

### Persiane negli strumenti meteorologici
Un tipo particolare di persiana è quella che si trova sulle capannine meteorologiche: è verniciata di bianco e ha la funzione di schermo solare. 

### Finte persiane
Finte persiane decorative (spesso chiuse dietro) si possono trovare anche su mobili e porte. Simili decorazioni si possono trovare anche su alcune case in Europa settentrionale e America del Nord al posto delle persiane vere e proprie.